# In the summernight
In the summernight is een single van Teach-In. Deze vijfde single is afkomstig van hun album Roll along. Het was de tweede succesvolle single van Teach-In (de eerste was Fly away). De single was ook popuplair in Zuid-Afrika. Dat In the summernight dezelfde klanken heeft als George Baker Selection is niet zo vreemd, Eddy Ouwens produceerde ook die muziekgroep.
De B-kant werd gevormd door Old friend goodbye van Dave McRonald, dat op hetzelfde album staat. Opnamen vonden plaats in de Soundpush Studio in Blaricum.
Na het succes van Ding-a-dong verscheen In the summernight ook op het album Ding-a-dong, dat werd uitgegeven door Philips. Alhoewel hoog genoteerd in de hitparades toen, haalde het nooit een positie in de Radio 2 Top 2000.

## Musici
- Getty Kaspers –zang
- Chris de Wolde – gitaar
- John Gaasbeek – basgitaar, toetsinstrumenten
- Koos Versteeg – toetsinstrumenten, accordeon
- Ruud Nijhuis – slagwerk, percussie

## Lijsten
In Zuid-Afrika haalde het plaatje de vijfde plaats in de Springbok Top 20.

### Nederlandse Top 40
| Hitnotering: week 36/1974 t/m 46/1974 | Hitnotering: week 36/1974 t/m 46/1974 | Hitnotering: week 36/1974 t/m 46/1974 | Hitnotering: week 36/1974 t/m 46/1974 | Hitnotering: week 36/1974 t/m 46/1974 | Hitnotering: week 36/1974 t/m 46/1974 | Hitnotering: week 36/1974 t/m 46/1974 | Hitnotering: week 36/1974 t/m 46/1974 | Hitnotering: week 36/1974 t/m 46/1974 | Hitnotering: week 36/1974 t/m 46/1974 | Hitnotering: week 36/1974 t/m 46/1974 | Hitnotering: week 36/1974 t/m 46/1974 | Hitnotering: week 36/1974 t/m 46/1974 |
| Week:                                 | 1                                     | 2                                     | 3                                     | 4                                     | 5                                     | 6                                     | 7                                     | 8                                     | 9                                     | 10                                    | 10                                    |                                       |
| ------------------------------------- | ------------------------------------- | ------------------------------------- | ------------------------------------- | ------------------------------------- | ------------------------------------- | ------------------------------------- | ------------------------------------- | ------------------------------------- | ------------------------------------- | ------------------------------------- | ------------------------------------- | ------------------------------------- |
| Positie:                              | 39                                    | 19                                    | 13                                    | 7                                     | 6                                     | 5                                     | 5                                     | 8                                     | 15                                    | 31                                    | 36                                    | uit                                   |

### NederlandseNationale Hitparade
| Hitnotering: 07-09-1974 t/m 15-11-1974 | Hitnotering: 07-09-1974 t/m 15-11-1974 | Hitnotering: 07-09-1974 t/m 15-11-1974 | Hitnotering: 07-09-1974 t/m 15-11-1974 | Hitnotering: 07-09-1974 t/m 15-11-1974 | Hitnotering: 07-09-1974 t/m 15-11-1974 | Hitnotering: 07-09-1974 t/m 15-11-1974 | Hitnotering: 07-09-1974 t/m 15-11-1974 | Hitnotering: 07-09-1974 t/m 15-11-1974 | Hitnotering: 07-09-1974 t/m 15-11-1974 | Hitnotering: 07-09-1974 t/m 15-11-1974 | Hitnotering: 07-09-1974 t/m 15-11-1974 |
| Week:                                  | 1                                      | 2                                      | 3                                      | 4                                      | 5                                      | 6                                      | 7                                      | 8                                      | 9                                      | 10                                     |                                        |
| -------------------------------------- | -------------------------------------- | -------------------------------------- | -------------------------------------- | -------------------------------------- | -------------------------------------- | -------------------------------------- | -------------------------------------- | -------------------------------------- | -------------------------------------- | -------------------------------------- | -------------------------------------- |
| Positie:                               | 21                                     | 12                                     | 6                                      | 5                                      | 3                                      | 5                                      | 5                                      | 6                                      | 9                                      | 26                                     | uit                                    |

### BRT Top 30
| Hitnotering: 28-09-1974 t/m 29-11-1974 | Hitnotering: 28-09-1974 t/m 29-11-1974 | Hitnotering: 28-09-1974 t/m 29-11-1974 | Hitnotering: 28-09-1974 t/m 29-11-1974 | Hitnotering: 28-09-1974 t/m 29-11-1974 | Hitnotering: 28-09-1974 t/m 29-11-1974 | Hitnotering: 28-09-1974 t/m 29-11-1974 | Hitnotering: 28-09-1974 t/m 29-11-1974 | Hitnotering: 28-09-1974 t/m 29-11-1974 | Hitnotering: 28-09-1974 t/m 29-11-1974 | Hitnotering: 28-09-1974 t/m 29-11-1974 |
| Week:                                  | 1                                      | 2                                      | 3                                      | 4                                      | 5                                      | 6                                      | 7                                      | 8                                      | 9                                      |                                        |
| -------------------------------------- | -------------------------------------- | -------------------------------------- | -------------------------------------- | -------------------------------------- | -------------------------------------- | -------------------------------------- | -------------------------------------- | -------------------------------------- | -------------------------------------- | -------------------------------------- |
| Positie:                               | 18                                     | 18                                     | 13                                     | 9                                      | 5                                      | 7                                      | 20                                     | 17                                     | 21                                     | uit                                    |